# Oakham (Massachusetts)
Oakham – miasto w Stanach Zjednoczonych, w stanie Massachusetts, w hrabstwie Worcester.